# Hossein Derakhshan
Hossein Derakhshan (né le 7 janvier 1975), mieux connu sous le pseudonyme de « Hoder », est un blogueur irano-canadien. On considère que c'est lui qui a lancé la révolution des blogues en Iran ; beaucoup de journalistes l'appellent d'ailleurs le père du blogue iranien (the blogfather). Son blogue, rédigé en persan et en anglais, est un des blogues persanophones les plus visités. Il est depuis novembre 2008 emprisonné en Iran. Il a été condamné à 19 1/2 ans de prison le 28 septembre 2010. Il a été gracié par le chef suprême de la République islamique le 19 novembre 2014, date à laquelle il a été remis en libérté. Il a quitté la prison d'Evin après 6 ans de détention.

## Le père du blogue iranien (the blogfather)
Derakhshan a commencé sa formation à la Nikan School puis à la Shahid Beheshti University à Téhéran, et l'a poursuivi à Toronto et à Londres. Il débute dans le journalisme en écrivant des articles au sujet d'Internet dans Asr-e-Azadegan, un journal réformiste. Lorsque ce journal est interdit, Hossein Derakhshan continue à écrire, toujours au sujet d'Internet, pour un autre journal, Hayat-e-No. Sa colonne, appelée Panjere-i-roo be hayaat (Fenêtre sur cour, en référence au film d'Alfred Hitchcock), se transforme rapidement en une pleine page hebdomadaire au sujet d'Internet et des nouvelles technologies de la communication.
En décembre 2000, il part vivre, à Toronto, au Canada. Le 25 septembre 2001, il débute Sardabir : khodam (Éditeur : moi-même), son blogue en persan. Il rédige ensuite un manuel d'utilisation des blogues en persan, à l'usage des Iraniens. Ce manuel connait un tel succès qu'en un mois, plus de 100 blogues en persan sont créés. Il existe maintenant des dizaines de milliers de blogues en persan.
Depuis 2001, il travaille également à la version en persan de la BBC World Service.
En 2005, Hossein Derarkhshan tient un discours à la conférence Wikimania de Francfort, en Allemagne au sujet de la complémentarité de l'usage des wikis et des blogues pour soutenir les réformes politiques et la défense de la démocratie en Iran et dans d'autres pays.
Lors d'un voyage en Iran à l'occasion des élections présidentielles de 2005, Hossein Derakhshan est arrêté et interrogé pendant 2 jours par les services secrets iraniens au sujet de ses contributions au Wikipédia en persan, et au sujet de son blogue. Sous la menace, il est obligé de signer une lettre d'excuse et d'autocritique, mais sitôt revenu au Canada, il rédige un rapport sur ce qui venait de lui arriver, qu'il publie sur son blogue.
Tout comme d'autres sites et blogues perses politiques, son blogue est censuré en Iran depuis 2004. Hossein Derarkhshan est également propriétaire du site Sobhaneh (Le petit déjeuner), dont l'orientation est clairement opposée au gouvernement iranien.

## Arrestation et emprisonnement
En octobre 2008, Hossein Derakhshan décide de retourner en Iran afin de couvrir le 30e anniversaire de la révolution iranienne et les élections présidentielles prévues en juin 2009. Le 1er novembre 2008, il est arrêté dans la maison de ses parents à Téhéran. L'arrestation est connue fin novembre dans la presse occidentale, sous l'impulsion d'un article publié par le groupe anti-censure Global Voices Online. La communauté des blogueurs se mobilise également, mais sans succès.
Le premier procès d'Hossein Derakhshan a lieu le 23 juin 2010 à la Cour Révolutionnaire de Téhéran. Sa sœur précise que le procès s'est terminé fin juillet, mais aucun verdict n'est rendu public. Le 19 septembre 2010, Kamtarin rapporte que la cour révolutionnaire, présidée par le juge Abolqasem Salavati, avait demandé la peine de mort pour Derakhshan. Aucune autre source n'a confirmé cette décision à ce jour.
Le 28 septembre 2010, Hossein Derakhshan a été condamné à 19,5 années de prison, une condamnation confirmée le 7 juin 2011 par la cour d'appel de Téhéran. Le 19 novembre 2014, il est finalement gracié par le chef suprême de la République Islamique.